# We Live Here
We Live Here ist ein kasachischer Dokumentarfilm von Zhanana Kurmasheva aus dem Jahr 2024.

## Inhalt
In der Steppe Kasachstans fanden zur Zeit der Sowjetunion Kernwaffentests statt. Auf dem Atomwaffentestgelände Semipalatinsk gab es von 1941 bis 1991 insgesamt 456 Tests. Südlich des gefährdeten Gebietes liegt das Dorf Sarazhal. In ihm lebt ein älterer Mann, der zur Zeit der Tests aufwuchs. Er erzählt von den Explosionen und der kaputten Einrichtung in der Folge. Um an die Folgen der Tests zu erinnern, schreibt er an einem Buch über die Spätfolgen, seine Familie und das Dorf. Auch erinnert er sich mit seiner Frau an Bekannte, die mittlerweile gestorben sind oder Suizid begangen haben.
Auch geht es um einen Vater, dessen Tochter an aplastischer Anämie leidet. Er vermutet, die Tests und das verstrahlte Gelände als Ursache. Vergeblich kämpft er darum, dass die Krankheit als Spätfolge anerkannt wird. Doch ein Arzt erklärt ihm, dass Folgen nur für die erste und zweite Generation mit Studien belegt und damit auch unterstützt werden. Selbst in einer parlamentarischen Anhörung hat er keinen Erfolg. Zwischendurch sieht man seine Tochter im Teenageralter beim Zeichnen zu Hause und bei einer Schulzeremonie.
Zugleich begleitet der Film einen Wissenschaftler, der seit den 1990er Jahren, die Kontamination auf dem ehemaligen Testgelände misst. Dafür trägt er einen einfachen Kontaminationsschutzanzug und sammelt mit einem Kollegen Proben an Kratern und zerstörten Bunkern. An einem Kratersee schlägt der Geigerzähler stark aus. Zurück im Labor finden die Wissenschaftler Americium und Cobalt in den Proben. Zuletzt erwähnt der führende Wissenschaftler, dass sie bereits seit Jahrzehnten Schutzmaßnahmen von der Regierung fordern. So gibt es weder Zäune, Warnschilder noch Umsiedlungen und einige Menschen lassen ihr Vieh in kontaminierten Zonen weiden. Ganz am Ende weisen Texteinblendungen auf die Anzahl von Tests und die Gefahr eines Nuklearkrieges hin.

## Produktion
Die Regisseurin Kurmasheva stammt aus Kasachstan und drehte bereits drei Dokumentarserien über ihr Heimatland. Im Jahr 2022 gründete sie das Kollektiv „KazDok“ und We Live Here ist ihr Langfilmdebüt.
Ursprünglich sollte der Film Atameken (deutsch: Heiliges Land) heißen. Der Film feierte seine Premiere 2024 auf dem CPH:DOX in Kopenhagen. Beim DOK.fest München 2025 wurde er in der Reihe Macht euch die Erde untertan gezeigt und für den VIKTORIA DOK.horizonte nominiert.
Der Film wird vom Verleih Syndicado Film Sales vertrieben.

## Rezeption
Nach Sevara Pan von Modern Times Review weise der Film erfolgreich auf fehlende Schutzmaßnahmen hin. Dazu zeichne er aber auch das düstere Bild einer möglichen weltweiten Zukunft, in der sich die Erde in ein nukleares Testgebiet verwandeln könne.
Matthew Jones Jenner von International Cinephile Society: „We Live Here ist ein kraftvoller, unverzichtbarer Film, der eines der zahllosen Kapitel der Geschichte des 21. Jahrhunderts beleuchtet, das niemals in Vergessenheit geraten sollte, sowohl im Gedenken an die Überlebenden als auch um hoffentlich zu verhindern, dass solche Gräueltaten jemals wieder begangen werden.“

## Auszeichnungen
- 2025: CPH:DOX-Nominierung für den Hauptpreis.
- 2025: DOK.fest-München-Nominierung in der Kategorie VIKTORIA DOK.horizonte Competition